# Neil Martin
Neil Martin (ur. 3 września 1972) – brytyjski inżynier i strateg. Od 2011 roku pracuje w departamencie operacyjno–badawczym w Scuderia Ferrari.

## Życiorys
Neil Martin pracował dla zespołu McLaren na stanowisku szefa badań operacyjnych, gdzie zajmował się strategicznym rozwojem technologicznym przedsiębiorstwa oraz przygotowywaniem strategii na wyścigi w McLaren Technology Centre w Woking. W 2006 roku przeszedł do Red Bull Racing, gdzie rozpoczął pracę na stanowisku głównego stratega. 4 stycznia 2011 roku rozpoczął pracę w departamencie operacyjno–badawczym w Scuderia Ferrari.